# 匹诺曹蜥蜴
匹诺曹蜥蜴（英文名：Pinocchio lizard或Pinocchio anole，學名：Anolis proboscis）是一种小蜥蜴，安乐蜥属安乐蜥科。仅在南美洲厄瓜多尔境内小镇Mindo附近发现过。

## 外形特征
雄性蜥蜴有长鼻子，因此叫匹诺曹蜥蜴，鼻子不是笨重而坚硬的结构，而是相当灵活。

## 种群历史
1953年前一直未对其正式描述。生物学家当时仅采集到6只雄性个体，后来数年内又多次发现，后再未发现。不过在过去的15年间民间有少数几次目击记录。哈佛大学进化生物学家和爬虫研究专家乔纳森·洛索斯曾对该生物进行过研究。他说：“在长达40年的时间里，没有任何人报告见到过这种蜥蜴。因此在当时我们曾经认为这种蜥蜴已经灭绝了。”

## 重新发现
2005年，一群观鸟人在小镇Mindo附近偶然发现一只外表怪异的蜥蜴横穿一条马路。他们回家后将照片上传于互联网，爬虫学家们认出是匹诺曹安乐蜥。数个考察组前往当地再次搜索，其中一个由美国新墨西哥大学史蒂夫·波尔（Steve Poe）教授与另外一位专家领衔的考察小组发现了他们。发现的雌性个体没有长鼻子。发现者阿里詹德罗·安提瓜（Alejandro Arteaga）是一名摄影师,他说：“很难描述发现这种蜥蜴时的感受。发现这条‘匹诺曹’变色龙就像是发现了一个秘密，一个深藏不露的秘密。很长时期以来我们都一直认为这是一种传说中的动物。”

## 习性
匹诺曹蜥蜴喜欢在夜间爬到树枝根部睡觉，此时身体的颜色会转为灰白色，色彩伪装效果极好，平时生活在树冠层顶端，移动速度非常缓慢，几乎难以察觉。有考察队表示：“我们发现这种蜥蜴生活的环境与文献描述有很大的出入。比如这种蜥蜴还从未被在远离开阔区域的密林深处被发现过，其它的几次目击事件也都是在靠近森林边缘的位置。”
科学家此前在巴西境内发现过与之相似的蜥蜴，但是这两种蜥蜴是在相互独立的条件下进化出各自的长鼻子的。至于长鼻子作用，还没有确切知道。